# Obaysch

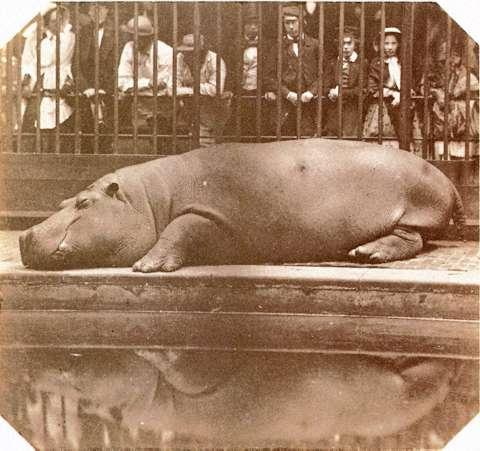
Obaysch, mit einer Narbe an der Seite, wird von Besuchern des Londoner Zoos bestaunt. (Foto von Juan Carlos de Borbón, 1852)

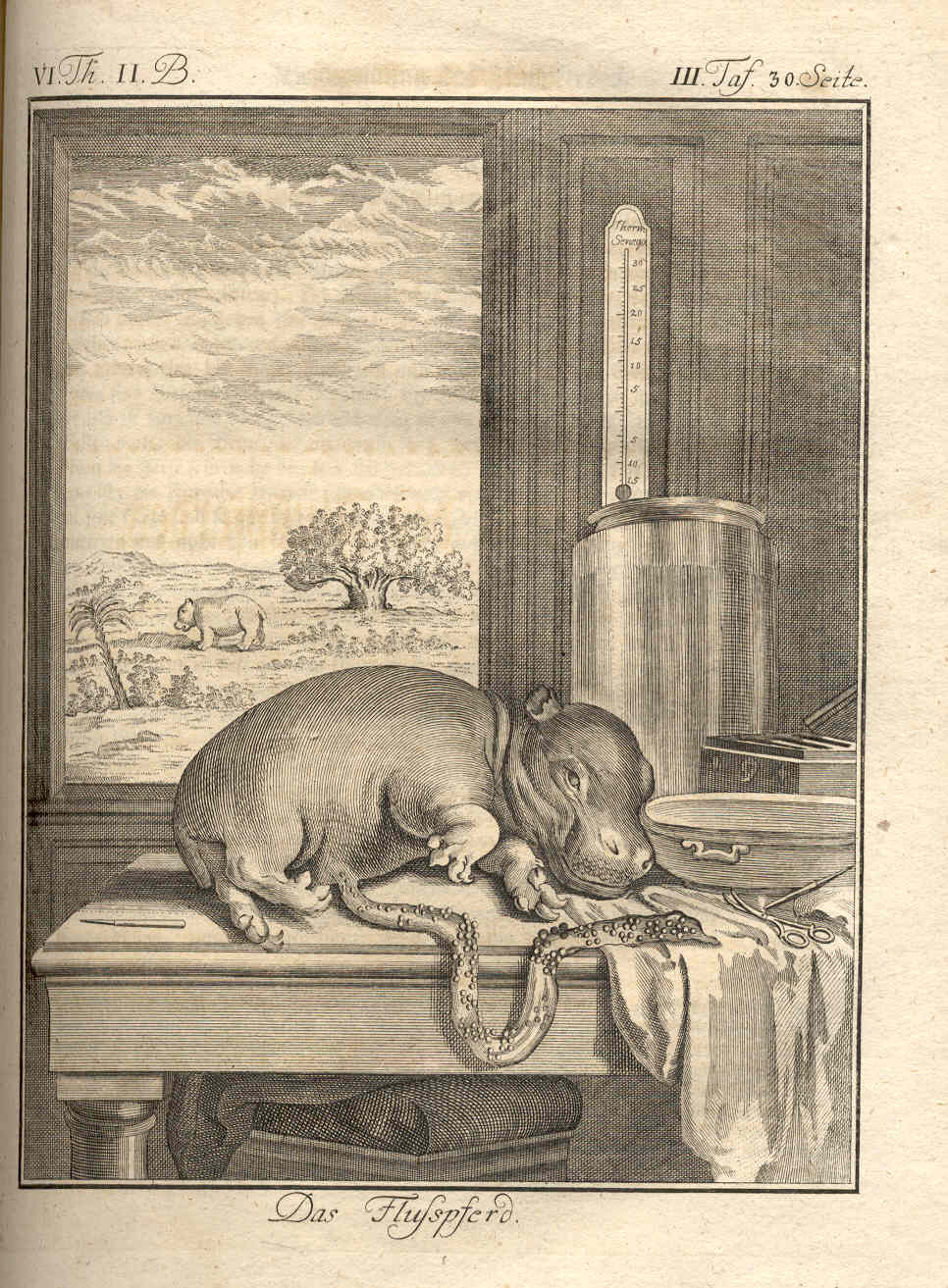
Das Flusspferd mit anatomischen Instrumenten. (Kupferstich) In: Georges-Louis Leclerc de Buffon: Allgemeine Historie der Natur. Sechsten Theils zweiter Band, Leipzig 1767

Obaysch (* 1849 auf der Insel Obaysch im Weißen Nil, heute Sudan; † 11. März 1878 im Londoner Zoo, Vereinigtes Königreich) war das erste Flusspferd in England und das bis dahin erste in Europa nachweislich lebend bekannt gewordene seit einer Erwähnung bei Plinius d. Ä. Es wurde als Jungtier auf seiner Geburtsinsel, nach der es seinen Namen erhielt, eingefangen und 1850 von Kairo nach London gebracht, wo es ungeheure Begeisterung auslöste.

## Hintergrund
Anders als Elefanten und Nashörner, die als Fürstengeschenke oder Jahrmarktsattraktionen bereits seit dem 16. Jahrhundert als seltene lebende Spektakel in Europa öffentlich bekannt wurden, waren Flusspferde in der neueren Geschichte lediglich aus antiken Berichten und neuzeitlichen Naturgeschichten ohne lebendige Anschauung gegenwärtig. Herodot hatte sie in seinen Historien beschrieben, desgleichen tauchten sie in der Naturalis historia von Plinius dem Älteren auf, der auch die Existenz eines Flusspferds in Rom erwähnt. Die antiken Beschreibungen waren allerdings nicht sehr exakt. Nach Herodot besaß das Tier eine Pferdemähne und Plinius behauptete, es wandere rückwärts, um seine Verfolgung zu erschweren.  
Der neapolitanische Arzt Federico Zerenghi brachte um 1600 von einer Reise die Häute von zwei Flusspferden, die er in Ägypten in Fallgruben gefangen hatte, nach Rom. Im Museum La Specola in Florenz ist ein altes und von einem Künstler bearbeitetes Präparat eines Flusspferds zu besichtigen; das Tier soll als Geschenk an Peter Leopold von Habsburg-Lothringen, von 1765 bis 1790 auch Großherzog der Toskana, nach Florenz gekommen sein und dort einige Jahre in den Boboli-Gärten gelebt haben, wofür aber keine zeitgenössische Bestätigung existiert. Der berühmte französische Naturforscher Georges-Louis Leclerc de Buffon beschrieb in seiner Histoire naturelle générale et particulière (ab 1749) das Flusspferd nach einem Schädel und einem Fötus, die sich im „Cabinette des Königes“ befanden.

## Leben
Der Khedive von Ägypten Abbas Pascha brachte das Flusspferd im Jahre 1849 von einer Nilexpedition mit. Einer seiner Jäger hatte das wahrscheinlich erst wenige Tage alte männliche Kalb im Schilf der Nilinsel Obaysch entdeckt, nachdem die Mutter erlegt worden war. Beim Versuch, es mit den Armen aufzunehmen, war das vom Schlamm schlüpfrige Tier ihm jedoch entrutscht und hatte im Wasser das Weite gesucht. Der Jäger konnte es mit einem langen Fischerhaken wieder an Land ziehen, verletzte es aber dabei an der Seite. Das Tier behielt eine Narbe, die auf einem Foto von 1852 noch deutlich zu erkennen ist.

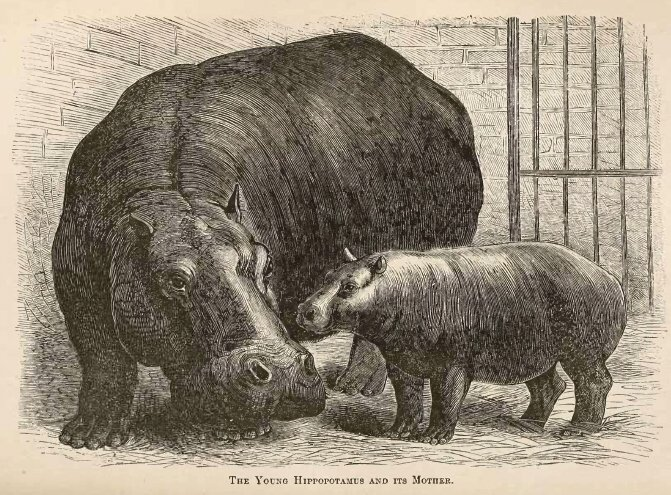
Adhela mit Guy Fawkes (Holzstich, 1873)

Das Jungtier wurde zunächst mit einem speziell für seinen Transport konstruierten Boot, zusammen mit einer Entourage nubischer Soldaten, auf dem Nil nach Kairo verbracht. Abbas Pascha übergab das nunmehr Obaysch genannte Kalb dem britischen Generalkonsul, Sir Charles Augustus Murray, später bekannt als Hippopotamus-Murray, zusammen mit einigen anderen exotischen Tieren und erhielt dafür im Tausch Greyhounds. Von Kairo aus wurde das Flusspferd nach Southampton verschifft; es erreichte den Londoner Zoo am 25. Mai 1850.
Abbas Pascha schickte noch ein zweites Flusspferd nach England, das am 22. Juli 1854 in London ankam. Es war weiblich, bekam den Namen Adhela und wurde Obaysch als Gefährtin zugesellt. Es dauerte sechzehn Jahre, bis das Paar endlich im Jahr 1871 Nachwuchs bekam; das Kalb starb aber nach zwei Tagen. Ein zweites Kalb im folgenden Jahr starb ebenfalls, erst ein drittes, geboren am 5. November 1872, überlebte. Es war ein weibliches Tier und erhielt den Namen Guy Fawkes. Nachdem die Wärter ihren Irrtum bemerkt hatten, wurde es umgetauft in Miss Guy. Adhela überlebte Obaysch um vier Jahre; sie starb am 16. Dezember 1882. Miss Guy blieb ohne Nachwuchs.

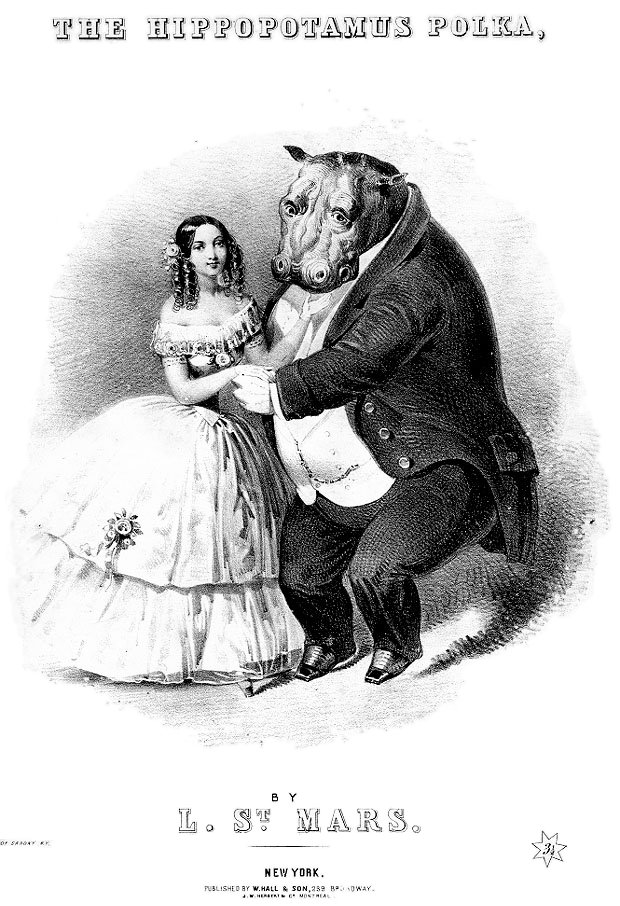
Hippopotamus Polka: Titelblatt

## Obaysch als Publikumsliebling
Obaysch wurde nach seiner Ankunft sogleich zur dauerhaften Sensation des Londoner Zoos. Täglich kamen 10.000 Menschen, um das Tier zu bestaunen, und bereits im ersten Jahr nach seiner Ankunft hatte sich die Zahl der Zoobesucher verdoppelt. Mit Ausnahme des Afrikanischen Elefanten Jumbo ist kein anderes Zootier in England so häufig in der Presse erschienen und so populär geworden wie Obaysch. Das Flusspferd entfachte einen schwunghaften Handel mit Souvenirs und inspirierte die Komposition einer Hippopotamus Polka. Lewis Carroll verfasste ein Gedicht über den außerordentlichen Appetit  des Flusspferds. Queen Victoria führte ihre Kinder zu seinem Gehege und hinterließ einige Anmerkungen über das Benehmen des Tiers in ihrem Tagebuch.  
Biografisches Material über Obaysch befindet sich in der Bibliothek der Zoological Society of London. Beim Betreten der Bibliothek begegnet der Besucher einer Plastik von Obaysch aus gebranntem Lehm vom Nil.